# Landal GreenParks
Landal  is een Nederlandse onderneming die vakantieparken in Europa exploiteert.Tot 2024 opereerde het bedrijf onder de naam Landal Greenparks. Het bedrijf beheert en baat vakantieparken uit in Nederland, België, Duitsland, Denemarken, Groot-Brittannië, Oostenrijk, Zwitserland, Tsjechië en Hongarije, met in totaal zo'n 13.700 vakantieaccommodaties. Daarnaast beschikt Landal over zeven campings met ongeveer 1300 campingplaatsen. Jaarlijks reserveren 2,8 miljoen gasten 14,5 miljoen overnachtingen. Het bedrijf heeft ongeveer 3000 medewerkers in dienst op de parken en kantoorlocaties. Landal GreenParks heeft kantoren in Den Haag, Zwolle, Trier en Varde. De directie is gevestigd in Den Haag. In 2024 is het hoofdkantoor verhuisd naar Amsterdam. 

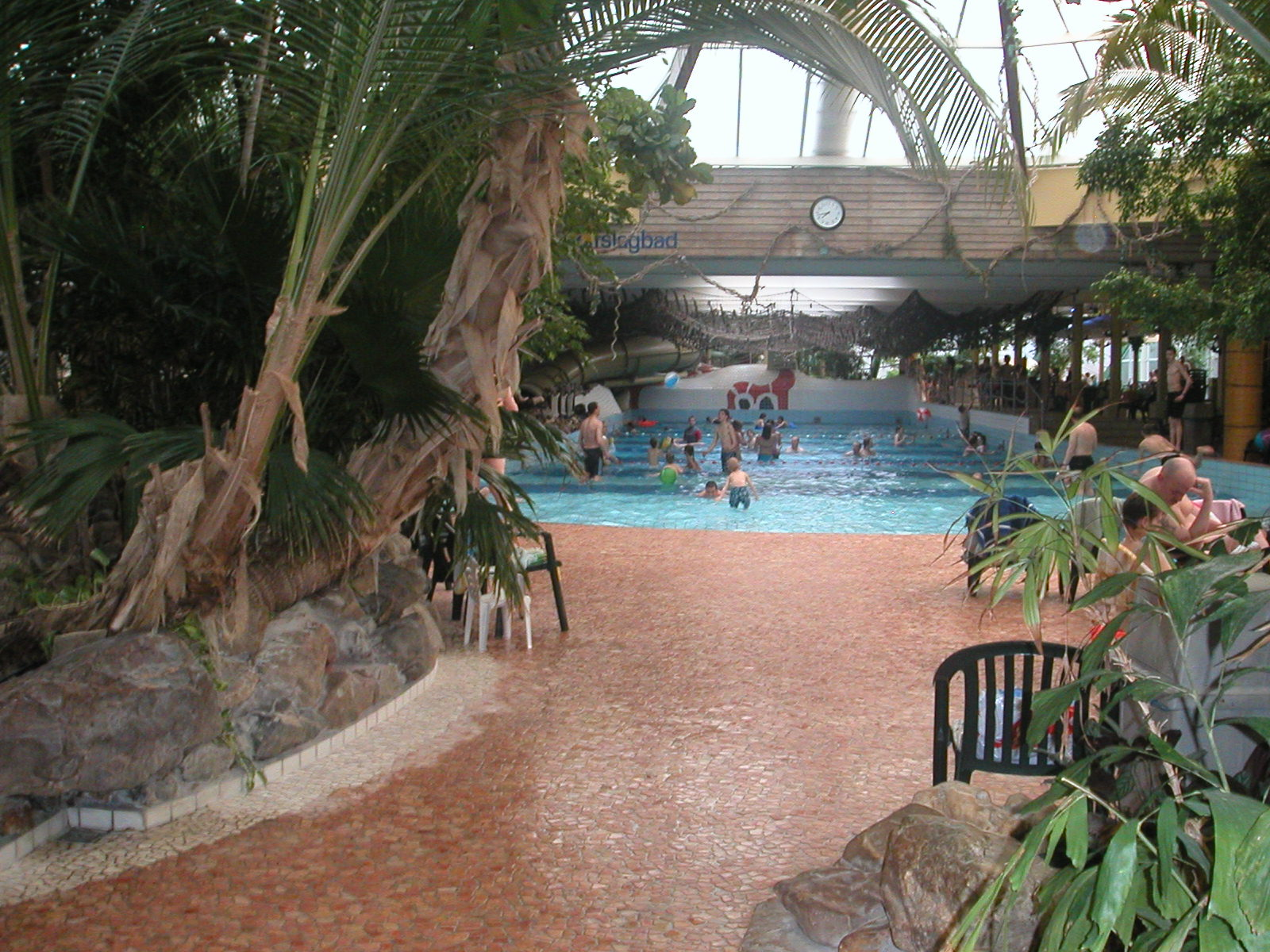
Het subtropische zwembad op Het Vennenbos (NL)

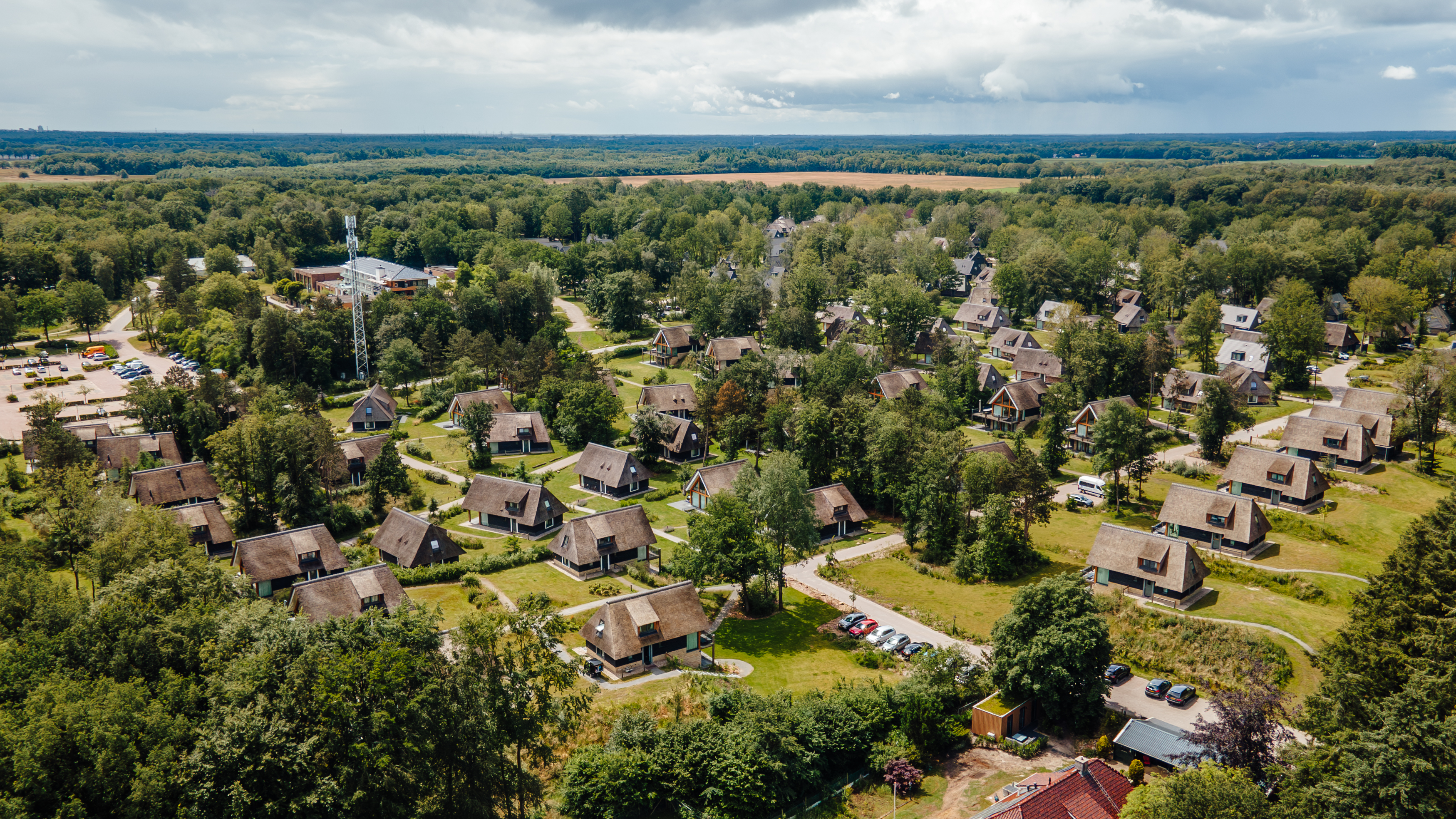
PUUR Exloo in Drenthe

## Geschiedenis
Het bedrijf werd opgericht in 1954 toen het Nederlandse bedrijf Nillmij het vakantiepark "Rabbit Hill" in Nederland kocht. Aanvankelijk was het de bedoeling de vakantiewoningen te verhuren aan Nillmij-medewerkers, maar het personeelsbestand was te klein om alle huisjes te vullen. Daarom werd besloten om ook externe gasten toe te laten. Dit bleek financieel succesvol, wat leidde tot de aankoop en bouw van meerdere parken in Nederland. Het eerste park buiten Nederland werd in 1965 in Duitsland geopend.
Na verschillende fusies, waaronder met de Eerste Nederlandsche, ging Nillmij in 1969 op in ENNIA. De vakantieparken werden vervolgens jarenlang onder de naam ENNIA geëxploiteerd. In 1983 fuseerde ENNIA met AGO, waarna het nieuwe bedrijf AEGON werd gevormd. AEGON besloot in de jaren '90 dat het beheer van vakantieparken niet tot hun kerntaken behoorde. Op 18 juli 1996 werd de tak "Aegon Recreatie Holding B.V" verkocht aan een groep investeerders, die de exploitatie voortzetten onder de naam "Landal GreenParks".
In 2002 nam Landal 34 Gran Dorado vakantieparken over van de Groupe Pierre & Vacances Center Parcs, het moederbedrijf van Center Parcs. Pierre & Vacances wilde deze parken zelf exploiteren, maar dit werd niet goedgekeurd door de Nederlandse Mededingingsautoriteit. Het betrof kleinere vakantieparken die oorspronkelijk door Creatief Vakantieparken, en later door Gran Dorado, werden beheerd. Door deze overname werd Landal GreenParks de grootste aanbieder van vakantieparken, waarmee het Gran Dorado en Center Parcs voorbijstreefde. In 2016 nam Landal GreenParks het Deense Dayz Resorts over, inclusief vijf parken in Denemarken. In 2024 exploiteert Landal meer dan 120 vakantieparken verspreid over Nederland, België, Duitsland, Oostenrijk, Tsjechië, Denemarken, Engeland, Schotland en Wales.

### Fusie met Roompot
In 2024 zijn Landal Greenparks en Roompot gefuseerd. Het bedrijf gaat sindsdien verder onder de naam "Landal". De fusie werd in 2021 al aangekondigd. Goedkeuring door de Autoriteit Consument & Markt (ACM) kwam in 2023.